# Rača (Slowakije)
Rača (Hongaars:Récse) is een stadsdeel van Bratislava en maakt deel uit van het district Bratislava III.
Rača telt 20.357 inwoners.
Midden september vinden er de druivenoogstfeesten plaats.

## Geschiedenis
Het dorp Rača wordt voor het eerst in de geschriften vermeld in de 13e eeuw. In 1946 gaat de gemeente op in de hoofdstad Bratislava en verliest haar zelfstandigheid.
Districten: Bratislava I · Bratislava II · Bratislava III · Bratislava IV · Bratislava V

Stadsdelen: Čunovo · Devín · Devínska Nová Ves · Dúbravka · Jarovce · Karlova Ves · Lamač · Nové Mesto · Petržalka · Podunajské Biskupice · Rača · Rusovce · Ružinov · Staré Mesto · Vajnory · Vrakuňa · Záhorská Bystrica